# British Home Championship 1921/22
Die British Home Championship 1921/22 war die 34. Auflage des im Round-Robin-System ausgetragenen Fußballwettbewerbs zwischen den vier britischen Nationalmannschaften von England, Irland (ab 1950/51 Nordirland), Schottland und Wales.
| Pl. | Nationalmannschaft | Sp. | S | U | N | Tore    | Punkte |
| --- | ------------------ | --- | - | - | - | ------- | ------ |
| 1.  | Schottland         | 3   | 2 | 0 | 1 | 004:300 | 04:20  |
| 2.  | Wales              | 3   | 1 | 1 | 1 | 003:300 | 03:30  |
| 3.  | England            | 3   | 1 | 1 | 1 | 002:200 | 03:30  |
| 4.  | Irland             | 3   | 0 | 2 | 1 | 003:400 | 02:40  |

|                                                |   |            |           |
| 22. Oktober 1921 in Belfast (Windsor Park)     |   |            |           |
| Irland                                         | – | England    | 1:1 (1:1) |
| 4. Februar 1922 in Wrexham (Racecourse Ground) |   |            |           |
| Wales                                          | – | Schottland | 2:1 (2:0) |
| 4. März 1922 in Glasgow (Celtic Park)          |   |            |           |
| Schottland                                     | – | Irland     | 2:1 (0:1) |
| 13. März 1922 in Liverpool (Anfield Road)      |   |            |           |
| England                                        | – | Wales      | 1:0 (1:0) |
| 1. April 1922 in Belfast (Windsor Park)        |   |            |           |
| Irland                                         | – | Wales      | 1:1 (1:0) |
| 8. April 1922 in Birmingham (Villa Park)       |   |            |           |
| England                                        | – | Schottland | 0:1 (0:0) |